# Andreas Grau
Andreas Grau, Andreas Christian Grau (født 28.juni 1883 i Bro, Ketting Sogn, død 5. juni 1935 i Sønderborg) var en dansk redaktør og nationalistisk aktivist.

## Opvækst og tidĺigt virke
Grau blev født i en dansksindet familie på en gård i Ketting Sogn på Als som på det tidspunkt tilhørte Preussen. Han havde en streng tysksindet lærer i skolen, hvilket vakte hans nationalistiske danske interesse. Efter flere højskoleophold i Danmark (Skamling Højskole 1903-1904 og Askov Højskole 1904-1905 og 1907-1908) blev han i 1908 lokalredaktør i Nordborg for den danske avis Dybbøl-Posten. Han engagerede sig samtidigt i den danske ungdomsbevægelse på Als.

## Flensborg under krigen
Han flyttede til Flensborg før starten på 1. verdenskrig. Her var han journalist ved Flensborg Avis, foruden at han udgav ungdomsbladet Samvirke og virkede som organisator i den danske bevægelse. Grau var fritaget for tysk militærtjeneste på grund af dårligt helbred. Han var medlem af Mellemslesvigsk Udvalg som var en privat organisation som arbejdede for en folkeafstemning i Mellemslesvig inkl. Flensborg om områdets nationale tilhørsforhold. Han var medlem af den dansk-slesvigske delegation på fredskonferencen i Paris efter krigen.

## Dybbøl-Posten
I 1919 vendte han tilbage til Dybbøl-Posten og var avisens redaktør til sin død i 1935. Han var sammen med redaktør Jens Jessen en førende skikkelse i Flensborg-bevægelsen som ønskede at Flensborg skulle være dansk, og stod i opposition til H.P. Hanssen og Aabenraa-bevægelsen som ville lægge grænsen nord for Flensborg.

## Hæder
Grau blev udnævnt til ridder af Dannebrogordenen i 1924.

## Ikonografi
Et portrætmaleri af Andreas Grau af Mogens Høeg-Guldberg Hoff er ophængt i Billedsalen på Folkehjem i Aabenraa. Han portrætteret af Harald Slott-Møller og maleriet er ophængt i Klubværelset på Flensborghus.